# Axel Schard
Axel Schard (24 octobre 1894 - 14 juin 1962) est un auteur germano-suédois. Chasseur, sylviculteur et forestier, il a laissé des récits de chasse dans le grand nord.

## Biographie
Axel Erik François Schard naît le 24 octobre 1894 à Metz, une ville de garnison animée d'Alsace-Lorraine. Comme beaucoup d'Allemands de cette époque, Schard émigre aux États-Unis en 1919. Rentré en Europe peu après, il devient forestier en Suède. Il vit alors à Frösön, une petite île sur le lac Storsjön, située à l'ouest de la ville de Östersund. Nommé garde forestier dans le Comté de Jämtland, il publie des ouvrages et des articles sur la chasse et la nature, principalement en Scandinavie.
Axel Schard décéda le 14 juin 1962.
Axel Schardt a fait plusieurs voyages de chasse, notamment sur l'archipel du Svalbard, et sur l'ile d'Hitra en Norvège, et dans d'autres pays de Scandinavie.

## Publications
- En lappman reste till södern, Stockholm, 1934 ;
- En kunglig björnjakt och andra jaktberättelser, Stockholm, 1935 ;
- Jakten i Sverige, Stockholm 1937 – red. Arvid Lundbergh med store bidrag av Axel Schard. Større utgaver kom i 1947, 1952 og 1957 ;
- Jämtland – Härjedalen 1645–1945, Östersund 1945. Historen om Jämtlands län i 300 år. Kapitlet «Jakten» er skrevet av Axel Schard ;
- Björn på isen, Stockholm 1951 – bl.a. om hjortejakt på Hitra, jaktsafari på Svalbard og Nordishavet forøvrig.

## Sources
- Ingeborg burling: Svensk biografisk handbok, P. A. Norstedt & Söners Förlag, Stockholm, 1957.
- Axel Schard: Vi jaga hjort – tidsskriftet Svensk Jakt Nr.12-1947.